# اسکای نیوز عربی
اسکای نیوز عربی (به عربی: سكاي نيوز عربية) یک شبکهٔ خبری ۲۴ ساعته به زبان عربی است که مقر اصلی آن در امارات است در ابتدا با هدف رقابت با شبکه العربیه و الجزیره تاسیس شد.
در این مجموعه بیش از 350 خبرنگار و گوینده و کادر خبری مشغول به فعالیت هستند.